# Liste der Stolpersteine in Wesel
In der Liste der Stolpersteine in Wesel werden die vorhandenen Gedenksteine aufgeführt, die im Rahmen des Projektes Stolpersteine des Künstlers Gunter Demnig in Wesel bisher verlegt worden sind.

## Verlegte Stolpersteine
| Adresse                               | Name                      | Inschrift | Verlegedatum  | Bild | Anmerkung |
| ------------------------------------- | ------------------------- | --- | ------------- | --- | --- |
| Am Nordglacis 7 (Standort)            | Clara Leyens              | Hier wohnte Clara Leyens geb. Levenbach Jg. 1868 Flucht 1939 Holland interniert Westerbork deportiert Auschwitz ermordet 11.2.1944              | 29. Apr. 2015 | | geboren am 12. Dezember 1868 in Weisweiler                                                                                         |
| Am Nordglacis 7 (Standort)            | Heinrich Leyens           | Hier wohnte Heinrich Leyens Jg. 1892 Flucht Chile                                                                                               | 29. Apr. 2015 | | |
| Am Nordglacis 7 (Standort)            | Erich Leyens              | Hier wohnte Erich Leyens Jg. 1898 Flucht 1933 Italien, Schweiz Kuba 1941 USA                                                                    | 29. Apr. 2015 | | |
| Am Nordglacis 7 (Standort)            | Helene Leni Leyens        | Hier wohnte Helene Leni Leyens verh. Kohnke Jg. 1903 Flucht 1933 Holland interniert Westerbork deportiert 1943 Auschwitz ermordet 23.9.1943     | 29. Apr. 2015 | | geboren am 5. Oktober 1903 in Wesel                                                                                                |
| Am Nordglacis 7 (Standort)            | Margarethe Herzfeld       | Hier wohnte Margarethe Herzfeld Jg. 1894 Flucht 1939 England                                                                                    | 29. Apr. 2015 | | |
| Bismarckstraße 8 (Standort)           | Clara David               | Hier wohnte Clara David geb. Windmüller Jg. 1885 deportiert 1942 Theresienstadt ermordet 18.3.1943                                              | 10. Nov. 2010 | Bild gesucht Die Wikipedia wünscht sich an dieser Stelle ein Bild vom Ort mit diesen Koordinaten 51.6565 6.6224 . Motiv: Stolperstein David Falls du dabei helfen möchtest, erklärt die Anleitung , wie das geht. BW           | geboren am 12. Oktober 1885 in Ahlen                                                                                               |
| Bismarckstraße 8 (Standort)           | Adolf David               | Hier wohnte Adolf David Jg. 1881 deportiert 1942 Theresienstadt ermordet 1945 in Auschwitz                                                      | 10. Nov. 2010 | Bild gesucht Die Wikipedia wünscht sich an dieser Stelle ein Bild vom Ort mit diesen Koordinaten 51.6565 6.6224 . Motiv: Stolperstein David Falls du dabei helfen möchtest, erklärt die Anleitung , wie das geht. BW           | geboren am 6. November 1881 in Wesel                                                                                               |
| Brauerstraße 26 (Standort)            | Rosa Herz                 | Hier wohnte Rosa Herz Jg. 1887 deportiert 1942 ermordet 1944 in Riga                                                                            | 10. Nov. 2010 | Bild gesucht Die Wikipedia wünscht sich an dieser Stelle ein Bild vom Ort mit diesen Koordinaten 51.6305 6.5817 . Motiv: Stolperstein Herz Falls du dabei helfen möchtest, erklärt die Anleitung , wie das geht. BW            | geboren am 27. Juli 1887 in Büderich                                                                                               |
| Brauerstraße 26 (Standort)            | Gustav Herz               | Hier wohnte Gustav Herz Jg. 1889 deportiert 1941 Riga ermordet 24.7.1942 ?? Minsk                                                               | 10. Nov. 2010 | Bild gesucht Die Wikipedia wünscht sich an dieser Stelle ein Bild vom Ort mit diesen Koordinaten 51.6305 6.5817 . Motiv: Stolperstein Herz Falls du dabei helfen möchtest, erklärt die Anleitung , wie das geht. BW            | geboren am 20. Juni 1889 in Büderich                                                                                               |
| Brauerstraße 26 (Standort)            | Jakob Herz                | Hier wohnte Jacob Herz Jg. 1886 deportiert 1942 Riga ermordet 24.7.1942 Minsk                                                                   | 10. Nov. 2010 | Bild gesucht Die Wikipedia wünscht sich an dieser Stelle ein Bild vom Ort mit diesen Koordinaten 51.6305 6.5817 . Motiv: Stolperstein Herz Falls du dabei helfen möchtest, erklärt die Anleitung , wie das geht. BW            | geboren am 26. März 1886 in Büderich                                                                                               |
| Brauerstraße 26 (Standort)            | Josef Werner Herz         | Hier wohnte Josef Werner Herz Jg. 1925 deportiert 1942 Riga ermordet 24.7.1942 Minsk                                                            | 10. Nov. 2010 | Bild gesucht Die Wikipedia wünscht sich an dieser Stelle ein Bild vom Ort mit diesen Koordinaten 51.6305 6.5817 . Motiv: Stolperstein Herz Falls du dabei helfen möchtest, erklärt die Anleitung , wie das geht. BW            | geboren am 6. Januar 1925 in Büderich                                                                                              |
| Brauerstraße 26 (Standort)            | Johanna Herz              | Hier wohnte Johanna Herz Jg. 1921 deportiert 1942 Riga ermordet 24.7.1942 Minsk                                                                 | 10. Nov. 2010 | Bild gesucht Die Wikipedia wünscht sich an dieser Stelle ein Bild vom Ort mit diesen Koordinaten 51.6305 6.5817 . Motiv: Stolperstein Herz Falls du dabei helfen möchtest, erklärt die Anleitung , wie das geht. BW            | geboren am 26. September 1921 in Büderich                                                                                          |
| Brauerstraße 26 (Standort)            | Johanna Herz              | Hier wohnte Johanna Herz geb. Rübsteck Jg. 1890 deportiert 1942 Riga ermordet 24.7.1942 Minsk                                                   | 10. Nov. 2010 | Bild gesucht Die Wikipedia wünscht sich an dieser Stelle ein Bild vom Ort mit diesen Koordinaten 51.6305 6.5817 . Motiv: Stolperstein Herz Falls du dabei helfen möchtest, erklärt die Anleitung , wie das geht. BW            | geboren am 20. Februar 1890 in Schiefbahn                                                                                          |
| Brückstraße 4 (Standort)              | Emma Landau               | Hier wohnte Emma Landau geb. Bongartz Jg. 1879 deportiert 1941 Riga ermordet                                                                    | 20. Sep. 2011 | | geboren am 9. Januar 1879 in Wesel                                                                                                 |
| Brückstraße 4 (Standort)              | Ruth Landau               | Hier wohnte Ruth Landau Jg. 1921 Flucht 1939 USA überlebt                                                                                       | 20. Sep. 2011 | | |
| Brückstraße 4 (Standort)              | Alex Landau               | Hier wohnte Alex Landau Jg. 1882 deportiert 1941 Riga ermordet                                                                                  | 20. Sep. 2011 | | geboren am 16. September 1882 in Lembeck                                                                                           |
| Brückstraße 22 (Standort)             | Auguste Schay             | Hier wohnte Auguste Schay Jg. 1857 unfreiwillig verzogen Köln deportiert 1942 Theresienstadt ermordet 14.1.1943                                 | 11. Dez. 2013 | | geboren am 20. März 1857 in Alpen                                                                                                  |
| Brückstraße 22 (Standort)             | Erich Schay-Hesse         | Hier wohnte Erich Schay-Hesse Jg. 1900 Flucht 1934 Schweiz überlebt                                                                             | 11. Dez. 2013 | | |
| Brückstraße 28 (Standort)             | Liesel David              | Hier wohnte Liesel David geb. Kahn Flucht 1937 Palästina überlebt                                                                               | 11. Dez. 2013 | | |
| Brückstraße 28 (Standort)             | Isidor-Jaques David       | Hier wohnte Isidor Jaques David Jg. 1887 Flucht 1937 Palästina überlebt                                                                         | 11. Dez. 2013 | | |
| Brückstraße 28 (Standort)             | Walter David              | Hier wohnte Walter David Jg. 1927 Flucht 1937 Palästina überlebt                                                                                | 11. Dez. 2013 | | |
| Brückstraße 29 (Standort)             | Julius David              | Hier wohnte Julius David Jg. 1858 deportiert 1942 Theresienstadt ermordet 21.11.1942                                                            | 11. Dez. 2013 | | geboren am 12. Mai 1858 in Wesel                                                                                                   |
| Brückstraße 29 (Standort)             | Karoline David            | Hier wohnte Karoline David geb. Simon Jg. 1862 deportiert 1942 Theresienstadt ermordet 21.11.1942                                               | 11. Dez. 2013 | | geborene Simons geboren am 3. Dezember 1862 in Rheydt                                                                              |
| Brückstraße 36 (Standort)             | Irene Lion                | Hier wohnte Irene Lion Jg. 1925 Flucht Holland tot 27.2.1939 Drenthe                                                                            | 11. Dez. 2013 | | |
| Brückstraße 36 (Standort)             | Cilly Lion                | Hier wohnte Cilly Lion verh. Meyberg Jg. 1920 Flucht USA überlebt                                                                               | 11. Dez. 2013 | | |
| Brückstraße 36 (Standort)             | Mina Lion                 | Hier wohnte Mina Lion geb. Levor Jg. 1884 Flucht 1938 Holland interniert Westerbork deportiert 1943 Sobibor ermordet 16.7.1943                  | 11. Dez. 2013 | | geboren am 21. Mai 1884 in Barchfeld                                                                                               |
| Brückstraße 36 (Standort)             | Ruth Lion                 | Hier wohnte Ruth Lion verh. Abrahamson Jg. 1915 Flucht Südafrika überlebt                                                                       | 11. Dez. 2013 | | |
| Brückstraße 36 (Standort)             | Hermann Lion              | Hier wohnte Hermann Lion Jg. 1887 'Schutzhaft’ 1938 Dachau Flucht 1938 Holland interniert Westerbork deportiert 1943 Sobibor ermordet 18.7.1943 | 11. Dez. 2013 | | geboren am 3. Juli 1887 in Viersen                                                                                                 |
| Dimmerstraße 12 (Standort)            | Margot Poppert            | Hier wohnte Margot Poppert Jg. 1922 deportiert Łodz ermordet 8.5.1943                                                                           | 20. Sep. 2011 | Bild gesucht Die Wikipedia wünscht sich an dieser Stelle ein Bild vom Ort mit diesen Koordinaten 51.6573 6.6117 . Motiv: Stolperstein Poppert Falls du dabei helfen möchtest, erklärt die Anleitung , wie das geht. BW         | geboren am 9. April 1922 in Wesel                                                                                                  |
| Dimmerstraße 12 (Standort)            | Rose Poppert              | Hier wohnte Rose Poppert geb. Kuhn Alter unbekannt Flucht in den Tod 1939                                                                       | 20. Sep. 2011 | Bild gesucht Die Wikipedia wünscht sich an dieser Stelle ein Bild vom Ort mit diesen Koordinaten 51.6573 6.6117 . Motiv: Stolperstein Poppert Falls du dabei helfen möchtest, erklärt die Anleitung , wie das geht. BW         | |
| Dimmerstraße 12 (Standort)            | Sigmund Poppert           | Hier wohnte Sigmund Poppert Jg. 1883 deportiert Łodz ermordet 26.7.1942                                                                         | 20. Sep. 2011 | Bild gesucht Die Wikipedia wünscht sich an dieser Stelle ein Bild vom Ort mit diesen Koordinaten 51.6573 6.6117 . Motiv: Stolperstein Poppert Falls du dabei helfen möchtest, erklärt die Anleitung , wie das geht. BW         | geboren am 15. Februar 1883 in Gronau                                                                                              |
| Dimmerstraße 12 (Standort)            | Inge Poppert              | Hier wohnte Inge Poppert Jg. 1918 Flucht USA überlebt                                                                                           | 20. Sep. 2011 | Bild gesucht Die Wikipedia wünscht sich an dieser Stelle ein Bild vom Ort mit diesen Koordinaten 51.6573 6.6117 . Motiv: Stolperstein Poppert Falls du dabei helfen möchtest, erklärt die Anleitung , wie das geht. BW         | |
| Esplanade 28 (Standort)               | Dorothea Baum             | Hier wohnte Dorothea Baum Jg. 1915 Flucht 1938 Paraguay                                                                                         | 23. Mai 2022  | | |
| Goldstraße 5 (Standort)               | Elisabeth Spiro           | Hier wohnte Elisabeth Spiro Jg. 1896 deportiert 1941 Riga ermordet 25.12.1944 Stutthof                                                          | 23. Mai 2022  | | geboren am 13. August 1896 in Wesel                                                                                                |
| Goldstraße 5 (Standort)               | Wilhelmine Spiro          | Hier wohnte Wilhelmine Spiro Jg. 1888 deportiert 1941 Riga ermordet                                                                             | 23. Mai 2022  | | geboren am 10. Oktober 1888 in Wesel                                                                                               |
| Heresbachstraße 29 (Standort)         | Salomon Marchand          | Hier wohnte Salomon Marchand Jg. 1886 'Schutzhaft’ 1938 Dachau deportiert 1941 Riga ermordet                                                    | 29. Apr. 2015 | | geboren am 2. Mai 1886 in Ringenberg                                                                                               |
| Heresbachstraße 29 (Standort)         | Tina Toni Marchand        | Hier wohnte Tina Toni Marchand geb. Hartog Jg. 1888 deportiert 1941 Riga ermordet                                                               | 29. Apr. 2015 | | geboren am 20. Januar 1888 in Sankt Jobs                                                                                           |
| Heresbachstraße 29 (Standort)         | Henriette Henny Marchand  | Hier wohnte Henriette Henny Marchand Jg. 1917 deportiert 1941 Riga ermordet                                                                     | 29. Apr. 2015 | | geboren am 2. Juli 1917 in Ringenberg                                                                                              |
| Herzogenring 20 (Standort)            | Stefanie Harff            | Hier wohnte Stefanie Harff geb. Dreyfuss Jg. 1901 Flucht 1937 USA überlebt                                                                      | 20. Sep. 2011 | | |
| Herzogenring 20 (Standort)            | Karlheinz Harff           | Hier wohnte Karlheinz Harff Jg. 1929 Flucht 1937 USA überlebt                                                                                   | 20. Sep. 2011 | | |
| Herzogenring 20 (Standort)            | Georg Harff               | Hier wohnte Georg Harff Jg. 1932 Flucht 1937 USA überlebt                                                                                       | 20. Sep. 2011 | | |
| Herzogenring 20 (Standort)            | Dr. Philipp Harff         | Hier wohnte Dr. Philipp Harff Jg. 1894 Flucht 1937 USA überlebt                                                                                 | 20. Sep. 2011 | | |
| Herzogenring 24 (Standort)            | Wilhelm David             | Hier wohnte Wilhelm David Jg. 1889 deportiert 1941 ermordet in Riga                                                                             | 1. Dez. 2009  | | geboren am 12. Januar 1889 in Wesel                                                                                                |
| Herzogenring 24 (Standort)            | Liesel David              | Hier wohnte Liesel David Jg. 1923 deportiert 1941 ermordet in Riga                                                                              | 1. Dez. 2009  | | geboren am 11. März 1923 in Wesel                                                                                                  |
| Herzogenring 24 (Standort)            | Johanna David             | Hier wohnte Johanna David geb. Geisler Jg. 1895 deportiert 1941 ermordet in Riga                                                                | 1. Dez. 2009  | | geboren am 18. Oktober 1895 in Gelsenkirchen                                                                                       |
| Hohe Straße 76 (Standort)             | Clara Albersheim          | Hier wohnte Clara Albersheim geb. Spiro Jg. 1867 Flucht Holland interniert Westerbork deportiert 1943 Auschwitz ermordet 19.11.1943             | 10. Dez. 2012 | | |
| Johann-Sigismund-Straße 2 (Standort)  | Grete Oppenheimer         | Hier wohnte Grete Oppenheimer geb. Sieger Jg. 1907 Flucht USA                                                                                   | 29. Apr. 2015 | | |
| Johann-Sigismund-Straße 2 (Standort)  | Manfred Oppenheimer       | Hier wohnte Manfred Oppenheimer Jg. 1902 Flucht USA                                                                                             | 29. Apr. 2015 | | |
| Johann-Sigismund-Straße 22 (Standort) | Walter Bongartz           | Hier wohnte Walter Bongartz Jg. 1901 Flucht 1933 Frankreich interniert Drancy deportiert 1942 ermordet in Auschwitz                             | 29. Apr. 2015 | | geboren am 24. April 1901 in Wesel                                                                                                 |
| Korbmacherstraße 10 (Standort)        | Isidor Mühlstein-Tanne    | Hier wohnte Isidor Mühlstein-Tanne Jg. 1880 deportiert 1942 ermordet in Riga                                                                    | 10. Dez. 2012 | | geboren am 10. Mai 1880 in Roschnjatiw                                                                                             |
| Korbmacherstraße 10 (Standort)        | Rahel Mühlstein-Tanne     | Hier wohnte Rahel Mühlstein-Tanne geb. Salomon Jg. 1882 deportiert 1942 ermordet in Riga                                                        | 10. Dez. 2012 | Bild gesucht Die Wikipedia wünscht sich an dieser Stelle ein Bild vom Ort mit diesen Koordinaten 51.6583 6.6165 . Motiv: Stolperstein Mühlstein-Tanne Falls du dabei helfen möchtest, erklärt die Anleitung , wie das geht. BW | geboren am 14. August 1882 in Dogzno                                                                                               |
| Korbmacherstraße 10 (Standort)        | Hans Mühlstein-Tanne      | Hier wohnte Hans Mühlsteine-Tanne Jg. 1908 Flucht England überlebt                                                                              | 10. Dez. 2012 | Bild gesucht Die Wikipedia wünscht sich an dieser Stelle ein Bild vom Ort mit diesen Koordinaten 51.6583 6.6165 . Motiv: Stolperstein Mühlstein-Tanne Falls du dabei helfen möchtest, erklärt die Anleitung , wie das geht. BW | |
| Kreuzstraße 28 (Standort)             | Emil Rosenheim            | Hier wohnte Emil Rosenberg Jg. 1899 Flucht Palästina überlebt                                                                                   | 10. Dez. 2012 | Bild gesucht Die Wikipedia wünscht sich an dieser Stelle ein Bild vom Ort mit diesen Koordinaten 51.6564 6.6167 . Motiv: Stolperstein Rosenberg Falls du dabei helfen möchtest, erklärt die Anleitung , wie das geht. BW       | |
| Moltkestraße 1 (Standort)             | Ernst Kohlmann            | Hier wohnte Ernst Kohlmann Jg. 1926 Flucht 1939 England überlebt                                                                                | 1. Dez. 2009  | Bild gesucht Die Wikipedia wünscht sich an dieser Stelle ein Bild vom Ort mit diesen Koordinaten 51.6564 6.6213 . Motiv: Stolperstein Kohlmann Falls du dabei helfen möchtest, erklärt die Anleitung , wie das geht. BW        | Ernest Kolman geboren am 1. Juni 1926 als Ernst Kohlmann in Wesel.                                                                 |
| Moltkestraße 1 (Standort)             | Martin Kohlmann           | Hier wohnte Martin Kohlmann Jg. 1884 deportiert 1941 ermordet in Riga                                                                           | 1. Dez. 2009  | Bild gesucht Die Wikipedia wünscht sich an dieser Stelle ein Bild vom Ort mit diesen Koordinaten 51.6564 6.6213 . Motiv: Stolperstein Kohlmann Falls du dabei helfen möchtest, erklärt die Anleitung , wie das geht. BW        | geboren am 15. Juli 1884 in Diespeck Für Martin Kohlmann wurde ein weiterer Stolpersteine in der Roonstraße 58 in Köln verlegt.    |
| Moltkestraße 1 (Standort)             | Margrit Kohlmann          | Hier wohnte Margit Kohlmann Jg. 1924 deportiert 1941 Riga überlebt                                                                              | 1. Dez. 2009  | Bild gesucht Die Wikipedia wünscht sich an dieser Stelle ein Bild vom Ort mit diesen Koordinaten 51.6564 6.6213 . Motiv: Stolperstein Kohlmann Falls du dabei helfen möchtest, erklärt die Anleitung , wie das geht. BW        | |
| Moltkestraße 1 (Standort)             | Frieda Kohlmann           | Hier wohnte Frieda Kohlmann geb. Marx Jg. 1888 deportiert 1941 ermordet in Riga                                                                 | 1. Dez. 2009  | Bild gesucht Die Wikipedia wünscht sich an dieser Stelle ein Bild vom Ort mit diesen Koordinaten 51.6564 6.6213 . Motiv: Stolperstein Kohlmann Falls du dabei helfen möchtest, erklärt die Anleitung , wie das geht. BW        | geboren am 3. Dezember 1888 in Siegburg Für Frieda Kohlmann wurde ein weiterer Stolpersteine in der Roonstraße 58 in Köln verlegt. |
| Pastor-Boelitz-Straße 27 (Standort)   | Ursula Dannenberg         | Hier wohnte Ursula Dannenberg Jg. 1923 Flucht 1939 Kindertransport England überlebt                                                             | 10. Nov. 2010 | | |
| Pastor-Boelitz-Straße 27 (Standort)   | Else Dannenberg           | Hier wohnte Else Dannenberg geb. Kanthal Jg. 1897 deportiert 1942 Izbica ermordet                                                               | 10. Nov. 2010 | | geboren am 27. Januar 1897 in Baumbach                                                                                             |
| Pastor-Boelitz-Straße 27 (Standort)   | Josef Dannenberg          | Hier wohnte Josef Dannenberg Jg. 1894 deportiert 1942 Izbica ermordet                                                                           | 10. Nov. 2010 | | geboren am 7. Oktober 1894 in Falkenberg                                                                                           |
| Pastor-Boelitz-Straße 29 (Standort)   | Paulina Günther           | Hier wohnte Paulina Günther geb. Klein Jg. 1873 deportiert 1941 Łodz ermordet 1942 in Chelmno                                                   | 10. Nov. 2010 | | geboren am 19. September 1873 in Korschenbroich                                                                                    |
| Pastor-Boelitz-Straße 29 (Standort)   | Sybilla Günther           | Hier wohnte Sybilla Günther Jg. 1904 deportiert 1941 Łodz ermordet 1942 in Chelmno                                                              | 10. Nov. 2010 | | geboren am 7. November 1904 in Wesel                                                                                               |
| Reeser Landstraße 4 (Standort)        | Sally Höxter              | Hier wohnte Sally Höxter Jg. 1883 Flucht Holland interniert Westerbork deportiert 1943 Auschwitz ermordet 17.9.1943                             | 10. Nov. 2010 | | geboren am 10. Februar 1883 in Frielendorf                                                                                         |
| Reeser Landstraße 4 (Standort)        | Günther Höxter            | Hier wohnte Günther Höxter Jg. 1926 Flucht Holland interniert Westerbork deportiert 1943 Auschwitz ermordet 2.2.1945                            | 10. Nov. 2010 | | geboren am 6. März 1926 in Wesel                                                                                                   |
| Reeser Landstraße 4 (Standort)        | Frieda Höxter             | Hier wohnte Frieda Höxter geb. Rolef Jg. 1896 Flucht Holland interniert Westerbork deportiert 1943 Auschwitz ermordet 17.9.1943                 | 10. Nov. 2010 | | geboren am 25. März 1896 in Euskirchen                                                                                             |
| Reeser Landstraße 4 (Standort)        | Bertha Bongartz           | Hier wohnte Bertha Bongartz geb. Salomon Jg. 1878 Flucht 1938 Holland überlebt                                                                  | 20. Sep. 2011 | | |
| Reeser Landstraße 4 (Standort)        | Bernhard Bongartz         | Hier wohnte Bernhard Bongartz Jg.1873 Flucht 1938 Holland überlebt                                                                              | 20. Sep. 2011 | | |
| Reeser Landstraße 4 (Standort)        | Erich Bongartz            | Hier wohnte Erich Bongartz Jg. 1904 verhaftet Buchenwald ermordet 17.8.1940                                                                     | 20. Sep. 2011 | | geboren am 13. Juli 1904 in Wesel                                                                                                  |
| Reeser Landstraße 4 (Standort)        | Kurt Bongartz             | Hier wohnte Kurt Bongartz Jg. 1905 Flucht 1938 Holland überlebt                                                                                 | 20. Sep. 2011 | | |
| Reeser Landstraße 12 (Standort)       | Dr. Siegfried Falkenstein | Hier wohnte Dr. Siegfried Falkenstein Jg. 1880 Heimatort verlassen 1937 Köln Flucht USA überlebt                                                | 20. Sep. 2011 | Bild gesucht Die Wikipedia wünscht sich an dieser Stelle ein Bild vom Ort mit diesen Koordinaten 51.6629 6.6101 . Motiv: Stolperstein Falkenstein Falls du dabei helfen möchtest, erklärt die Anleitung , wie das geht. BW     | |
| Reeser Landstraße 12 (Standort)       | Paula Falkenstein         | Hier wohnte Paula Falkenstein geb. Kaufmann Jg. 1879 Heimatort verlassen 1937 Köln Flucht USA überlebt                                          | 20. Sep. 2011 | Bild gesucht Die Wikipedia wünscht sich an dieser Stelle ein Bild vom Ort mit diesen Koordinaten 51.6629 6.6101 . Motiv: Stolperstein Falkenstein Falls du dabei helfen möchtest, erklärt die Anleitung , wie das geht. BW     | |
| Rheinstraße 6 (Standort)              | Frieda Baum               | Hier wohnte Frieda Baum Jg. 1934 deportiert 1941 Riga ermordet                                                                                  | 10. Dez. 2012 | Bild gesucht Die Wikipedia wünscht sich an dieser Stelle ein Bild vom Ort mit diesen Koordinaten 51.6565 6.6097 . Motiv: Stolperstein Baum, Raphael Falls du dabei helfen möchtest, erklärt die Anleitung , wie das geht. BW   | geboren am 5. März 1934 in Wesel                                                                                                   |
| Rheinstraße 6 (Standort)              | Adolf Raphael             | Hier wohnte Adolf Raphael Jg. 1860 deportiert 1942 Theresienstadt ermordet 29.8.1942 Treblinka                                                  | 10. Dez. 2012 | Bild gesucht Die Wikipedia wünscht sich an dieser Stelle ein Bild vom Ort mit diesen Koordinaten 51.6565 6.6097 . Motiv: Stolperstein Baum, Raphael Falls du dabei helfen möchtest, erklärt die Anleitung , wie das geht. BW   | geboren am 1. November 1860 in Wesel                                                                                               |
| Rheinstraße 6 (Standort)              | Ruth Baum                 | Hier wohnte Ruth Baum Jg. 1932 deportiert 1941 Riga ermordet                                                                                    | 10. Dez. 2012 | Bild gesucht Die Wikipedia wünscht sich an dieser Stelle ein Bild vom Ort mit diesen Koordinaten 51.6565 6.6097 . Motiv: Stolperstein Baum, Raphael Falls du dabei helfen möchtest, erklärt die Anleitung , wie das geht. BW   | geboren am 2. März 1932 in Wesel                                                                                                   |
| Rheinstraße 6 (Standort)              | Marianne Baum             | Hier wohnte Marianne Baum Jg. 1933 deportiert 1941 Riga ermordet                                                                                | 10. Dez. 2012 | Bild gesucht Die Wikipedia wünscht sich an dieser Stelle ein Bild vom Ort mit diesen Koordinaten 51.6565 6.6097 . Motiv: Stolperstein Baum, Raphael Falls du dabei helfen möchtest, erklärt die Anleitung , wie das geht. BW   | geboren am 14. Februar 1933 in Wesel                                                                                               |
| Rheinstraße 6 (Standort)              | Heinz Baum                | Hier wohnte Heinz Baum Jg. 1930 deportiert 1941 Riga ermordet                                                                                   | 10. Dez. 2012 | Bild gesucht Die Wikipedia wünscht sich an dieser Stelle ein Bild vom Ort mit diesen Koordinaten 51.6565 6.6097 . Motiv: Stolperstein Baum, Raphael Falls du dabei helfen möchtest, erklärt die Anleitung , wie das geht. BW   | geboren am 19. Dezember 1930 in Wesel                                                                                              |
| Rheinstraße 6 (Standort)              | Dora Baum                 | Hier wohnte Dora Baum Jg. 1936 deportiert 1941 Riga ermordet                                                                                    | 10. Dez. 2012 | Bild gesucht Die Wikipedia wünscht sich an dieser Stelle ein Bild vom Ort mit diesen Koordinaten 51.6565 6.6097 . Motiv: Stolperstein Baum, Raphael Falls du dabei helfen möchtest, erklärt die Anleitung , wie das geht. BW   | geboren am 17. Januar 1936 in Wesel                                                                                                |
| Rheinstraße 6 (Standort)              | Meta Baum                 | Hier wohnte Meta Baum geb. Seif Jg. 1908 deportiert 1941 Riga ermordet                                                                          | 10. Dez. 2012 | Bild gesucht Die Wikipedia wünscht sich an dieser Stelle ein Bild vom Ort mit diesen Koordinaten 51.6565 6.6097 . Motiv: Stolperstein Baum, Raphael Falls du dabei helfen möchtest, erklärt die Anleitung , wie das geht. BW   | geboren am 22. Oktober 1908 in Moschin (poln. Mosina)                                                                              |
| Rheinstraße 6 (Standort)              | Auguste Baum              | Hier wohnte Auguste Baum Jg. 1880 deportiert 1941 Riga ermordet                                                                                 | 10. Dez. 2012 | Bild gesucht Die Wikipedia wünscht sich an dieser Stelle ein Bild vom Ort mit diesen Koordinaten 51.6565 6.6097 . Motiv: Stolperstein Baum, Raphael Falls du dabei helfen möchtest, erklärt die Anleitung , wie das geht. BW   | geboren am 22. September 1901 in Schrimm (poln. Śrem)                                                                              |
| Rheinstraße 6 (Standort)              | Markus Baum               | Hier wohnte Markus Baum Jg. 1901 deportiert 1941 Riga ermordet 4.2.1942                                                                         | 10. Dez. 2012 | Bild gesucht Die Wikipedia wünscht sich an dieser Stelle ein Bild vom Ort mit diesen Koordinaten 51.6565 6.6097 . Motiv: Stolperstein Baum, Raphael Falls du dabei helfen möchtest, erklärt die Anleitung , wie das geht. BW   | geboren am 22. September 1901 in Schrimm (poln. Śrem)                                                                              |
| Rheinstraße 9 (Standort)              | Johanna Humberg           | Hier wohnte Johanna Humberg Jg. 1883 deportiert 1941 Riga ermordet                                                                              | 10. Dez. 2012 | Bild gesucht Die Wikipedia wünscht sich an dieser Stelle ein Bild vom Ort mit diesen Koordinaten 51.6558 6.6098 . Motiv: Stolperstein Humberg Falls du dabei helfen möchtest, erklärt die Anleitung , wie das geht. BW         | geboren am 9. Januar 1883 in Dingden Siehe auch Humberghaus                                                                        |
| Torfstraße 11 (Standort)              | Netty David               | Hier wohnte Netty David Jg. 1920 Flucht Holland interniert Westerbork versteckt überlebt in Amsterdam                                           | 1. Dez. 2009  | Bild gesucht Die Wikipedia wünscht sich an dieser Stelle ein Bild vom Ort mit diesen Koordinaten 51.658 6.6139 . Motiv: Stolperstein David Falls du dabei helfen möchtest, erklärt die Anleitung , wie das geht. BW            | |
| Torfstraße 11 (Standort)              | Siegfried David           | Hier wohnte Siegfried David Jg. 1882 Flucht Holland interniert Westerbork deportiert 1943 ermordet in Sobibor                                   | 1. Dez. 2009  | Bild gesucht Die Wikipedia wünscht sich an dieser Stelle ein Bild vom Ort mit diesen Koordinaten 51.658 6.6139 . Motiv: Stolperstein David Falls du dabei helfen möchtest, erklärt die Anleitung , wie das geht. BW            | geboren am 22. Dezember 1882 in Wesel                                                                                              |
| Torfstraße 11 (Standort)              | Berta David               | Hier wohnte Berta David geb. Grünberg Jg. 1882 Flucht Holland interniert Westerbork deportiert 1943 ermordet in Sobibor                         | 1. Dez. 2009  | Bild gesucht Die Wikipedia wünscht sich an dieser Stelle ein Bild vom Ort mit diesen Koordinaten 51.658 6.6139 . Motiv: Stolperstein David Falls du dabei helfen möchtest, erklärt die Anleitung , wie das geht. BW            | geboren am 19. April 1882 in Haren                                                                                                 |
| Tückingstraße 7 (Standort)            | Moritz Herz               | Hier wohnte Moritz Herz Jg. 1874 deportiert 1942 Theresienstadt 1942 Treblinka ermordet                                                         |               | | geboren am 7. April 1874 in Spellen                                                                                                |
| Tückingstraße 7 (Standort)            | Heinz Jakob Herz          | Hier wohnte Hein Jakob Herz Jg. 1920 Flucht 1937 USA                                                                                            |               | | |
| Tückingstraße 7 (Standort)            | Henriette Herz            | Hier wohnte Henriette Herz geb. Koppel Jg. 1881 gedemütigt/entrechtet tot 6. 3. 1942                                                            |               | | |
| Viehtor 7 (Standort)                  | Albert Metzger            | Hier wohnte Albert Metzger Jg. 1901 Flucht 1939 Palästina                                                                                       |               | | |
| Viehtor 7 (Standort)                  | Else Metzger              | Hier wohnte Else Metzger geb. Nathan Jg. 1896 Flucht 1939 Palästina                                                                             |               | | |
| Viehtor 7 (Standort)                  | Julia Nathan              | Hier wohnte Julia Nathan geb. Leyens Jg. 1863 gedemütigt/entrechtet tot 28. 6. 1934                                                             |               | | |
| Wallstraße 5 (Standort)               | Elise Falk                | Hier wohnte Elise Falk geb. Simon Jg. 1860 deportiert 1942 Theresienstadt 1942 Treblinka ermordet                                               | 24. Mai 2022  | | |